# Parrella
Parrella là một chi của Họ Cá bống trắng.

## Các loài
Chi này hiện hành có các loài sau đây được ghi nhận:
- Parrella fusca Ginsburg, 1939
- Parrella ginsburgi Wade, 1946
- Parrella lucretiae (C. H. Eigenmann & R. S. Eigenmann, 1888)
- Parrella macropteryx Ginsburg, 1939
- Parrella maxillaris Ginsburg, 1938